# Sromowce Niżne
Sromowce Niżne (prononciation : [srɔˈmɔft͡sɛ ˈniʐnɛ]) est une localité polonaise de la gmina de Czorsztyn, située dans le powiat de Nowy Targ en voïvodie de Petite-Pologne.